# Caloptilia diversilobiella
Caloptilia diversilobiella là một loài bướm đêm thuộc họ Gracillariidae. Nó được tìm thấy ở Hoa Kỳ (California).
Ấu trùng ăn Toxicodendron diversilobum. Chúng ăn lá nơi chúng làm tổ.